# Джасмін Мур
Джасмін Мур (англ. Jasmine Moore; нар. 1 травня 2001) — американська легкоатлетка, яка спеціалізується у потрійному стрибку.

## Спортивні досягнення
Бронзова олімпійська призерка зі стрибків у довжину та потрійного стрибку (2024).
Учасниця олімпійських змагань з потрійного стрибку на Іграх-2020, де не пройшла далі кваліфікаційного раунду.
Фіналістка (5-е місце) чемпіонату світу в приміщенні з потрійного стрибку (2024).
Чемпіонка США з потрійного стрибку (2024).